# Kakwa Park
Kakwa Park är en park i Kanada.   Den ligger i provinsen British Columbia, i den centrala delen av landet, 3 300 km väster om huvudstaden Ottawa. Kakwa Park ligger 1 698 meter över havet.
Terrängen runt Kakwa Park är kuperad åt nordost, men åt sydväst är den bergig. Trakten runt Kakwa Park är nära nog obefolkad, med mindre än två invånare per kvadratkilometer.. Det finns inga samhällen i närheten. 
I omgivningarna runt Kakwa Park växer i huvudsak barrskog.